# Patinatge de velocitat als Jocs Olímpics d'Hivern de 1924 - 10.000 metres
Als Jocs Olímpics d'Hivern de 1924 celebrats a Chamonix (França) es realitzà una prova de patinatge de velocitat sobre gel en una distància de 10.000 metres que formà part del programa oficial de patinatge de velocitat als Jocs Olímpics d'hivern de 1924. La prova es disputà el dia 27 de gener de 1924 a les instal·lacions de Chamonix.

## Comitès participants
Hi participaren un total de 16 patinadors de 6 comitès nacionals diferents.
| - Estats Units (4) - Finlàndia (3) - França (3) |  | - Letònia (1) - Noruega (4) - Polònia (1) |

## Resum de medalles
| Or              | Argent        | Bronze       |
| Julius Skutnabb | Clas Thunberg | Roald Larsen |

## Resultats
| Lloc | Patinador        | Temps   |
| ---- | ---------------- | ------- |
| 1    | Julius Skutnabb  | 18:04.8 |
| 2    | Clas Thunberg    | 18:07.8 |
| 3    | Roald Larsen     | 18:12.2 |
| 4    | Fridtjof Paulsen | 18:13.0 |
| 5    | Harald Strøm     | 18:18.6 |
| 6    | Sigurd Moen      | 18:19.0 |
| 7    | Léonhard Quaglia | 18:25.0 |
| 8    | Valentine Bialas | 18:34.0 |
| 9    | Richard Donovan  | 18:57.0 |
| 10   | Asser Wallenius  | 19:03.8 |
| 11   | Alberts Rumba    | 19:14.0 |
| 12   | Joe Moore        | 19:36.2 |
| 13   | Harry Kaskey     | 19:45.2 |
| 14   | Leon Jucewicz    | 20:40.8 |
| 15   | André Gegout     | 21:03.4 |
| –    | George de Wilde  | NF      |